# أوكنة أحادي السداة
أوكنة أحادي السداة (الاسم العلمي:Ochna monantha) هي نوع من النباتات تتبع جنس الأوكنة من الفصيلة الأوكنية.